# Karl Ludwig von Grünne
Karl Ludwig von Grünne, comte de Pinchard, né le 25 août 1808 à Vienne et décédé le 14 juin 1884 à Baden, fut un général autrichien et un conseiller militaire de l'empereur François-Joseph.

## Biographie

### Formation militaire
Fils unique du général-baron Philipp Ferdinand von Grünne, sous les ordres duquel il entre dans l'armée comme Uhlan en 1828, il est promu major en 1838 puis colonel l'année suivante. En 1843, il entre au service de la cour de l'archiduc Étienne, fils aîné de l'archiduc Joseph, palatin de Hongrie. En 1847, l'archiduc Étienne succède à son père. Grünne entre au conseil privé de l'empereur Ferdinand Ier d'Autriche, dominé par le prince de Metternich. Il devient rapidement un proche de l'archiduchesse Sophie, belle-sœur de l'empereur et mère de l'archiduc François-Joseph, appelé à ceindre tôt ou tard la couronne impériale. L'archiduchesse, femme de caractère et tête politique, est considérée comme "le seul homme de la famille". Elle affiche un soutien sans faille à l'absolutisme et au clergé. 
En 1848, alors que la Révolution éclate dans l'Empire, Grünne est promu général. Il n'a aucune sympathie pour le mouvement libéral et soutient corps et âme la restauration de l'absolutisme, ainsi que la répression du mouvement indépendantiste hongrois.

### Conseiller impérial
Fin 1848, Grünne entre dans les bonnes grâces du pouvoir impérial, et notamment dans celles de l'archiduchesse Sophie, mère du nouvel empereur François-Joseph. À l'avènement de ce dernier, Grünne est récompensé de sa fidélité en devenant aide de camp de l'empereur, puis chef de sa chancellerie militaire. Le général devient ainsi le principal maître d'œuvre de la politique militaire autrichienne, et ce bien qu'il n'ait jamais commandé au feu. La suppression du ministère de la Guerre en 1853 le laisse sans rival.
Par ses fonctions, Grünne est amené à côtoyer quotidiennement le jeune empereur dont il gagne la vive affection. Certaines rumeurs vont même jusqu'à l'accuser de fournir des « maîtresses hygiéniques » à son maître. Toutefois cette influence est pour le moins critiquable, car la philosophie politique du général est des plus sommaires. Ainsi encourage-t-il François-Joseph à appliquer à la société civile les strictes règles de discipline et d'obéissance en vigueur dans l'institution militaire. Cette dévotion pour l'ordre établi suscite chez le jeune monarque un certain mépris pour la culture littéraire, perçue comme un agent du libéralisme. 
En ce qui concerne les affaires militaires, là encore l'action de Grünne est discutable. Très conservateurs, lui et François-Joseph se désintéressent des questions techniques et stratégiques, s'arc-boutant sur des conceptions chevaleresques et passéistes de l'exploit militaire. Grünne écarte ainsi de l'entourage impérial les officiers prônant la guerre de mouvement, selon les idées du maréchal Radetzky.
Ainsi à la fin des années 1850 l'armée autrichienne accuse un retard certain par rapport à ses rivales européennes.

### Chute
En 1858 Grünne place à la tête de l'armée d'Italie le général Gyulai, dont l'incompétence éclate au grand jour un an plus tard lors de la guerre contre le Piémont. 
Cette erreur ainsi que l'impréparation de l'armée dont il est grandement responsable participent à la défaite autrichienne de 1859.
Jugé responsable de ce désastre, Grünne est renvoyé par l'empereur à l'automne 1859, ainsi que d'autres piliers du régime néo-absolutiste. 

### Fin de vie
Grünne ne joue plus aucun rôle politique après sa disgrâce. En 1883 il est nommé membre du Reichsrat, et meurt un an plus tard à l'âge de 76 ans.  

## Sources
- Jean-Paul Bled, François-Joseph, Paris, Fayard, 1987